# 스칼라 바닥 쿼크
스칼라 바닥 쿼크는 바닥 쿼크의 페르미온 초대칭짝이다.